# Johan Theodor Holmskjold
Johan Theodor Holmskiold (Nyborg, 14 de junio de 1731-Copenhague, 15 de septiembre de 1793) fue un botánico, cortesano y administrador danés. Fue alumno de Linneo

## Primeros años y carrera
Johan Theodor era aborigen de Nyborg, en la isla danesa de Funen como el primogénito de ocho hermanos de Nicolai Holm y de Cathrine Lucie von Lengerchen. Su primer entrenamiento lo tuvo con su padre, que era un cirujano. Luego estudió medicina en la Universidad de Copenhague, graduándose en 1760.
Durante los tres últimos años de sus estudios, a partir de 1757 to 1769, visitó Europa con el profesor Friis Rottbøll quien pagó por esos viajes. Visitaron varias universidades de Alemania, Países Bajos, Francia; y formó estrechos lazos con muchos colegas destacados. En Leiden y en París, Holm recolectó especímenes para un herbario que más tarde presentó al rey como un obsequio.
En 1762 se convirtió en profesor de medicina y de historia natural en la Academia Sorana. Allí fundó un jardín botánico, antes de salir de la Academia con una pensión en 1765. En ese momento abandonó su carrera médica para el bien, recurriendo a diversas actividades administrativas y a su interés por la botánica.

## Exitosa carrera al servicio del rey
En 1767, Holm fue nombrado director general del Correo Danés en Copenhague, cargo que ocupó hasta su muerte, en 1793. Desde 1772, se desempeñó como secretario de gabinete de la reina viuda Juliana María de Brunswick-Wolfenbüttel, madrastra del rey Cristián VII. Ella lo tenía en alta estima.

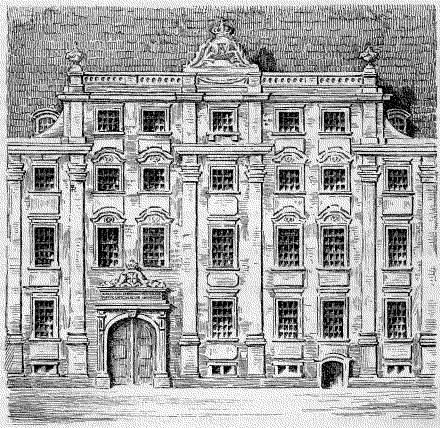
La Real Fábrica de Porcelana, en una antigua oficina de correos en Køgmagergade

Debido a sus buenas relaciones con la familia real, en particular de la reina, desde la década de 1770, contactó con Frantz Heinrich Müller, farmacéutico y mineralogo que pensaba en la creación de una fábrica de porcelana. Eso ocurrió y así se fundó la Real Fábrica de Porcelana en 1775, con el rey de copropietario, Juliana Maria protectora, y Holmskiold el primer director en jefe. En 1779, tomó el control completo de la compañía como director de la fábrica; permaneciendo por el resto de su vida.
En 1778, fue nombrado como uno de los dos directores para un nuevo jardín botánico en Charlottenborg. Fue creada como una empresa conjunta entre la Universidad y el rey, y cada uno de los cuales nombraba a un director. El primer nombramiento de la Universidad fue Christen Friis Rottbøll, su viejo maestro y compañero de viaje de sus años de estudiante, mientras que el rey eligió a Holmskiold.
Holmskiold avanzó rápidamente a través de las filas y fue ennoblecido con el nombre de Holmskiold, en 1781. En la misma ocasión, le hicieron caballero de la Orden de Dannebrog y en 1884 obtuvo el título de Gehejmeråd.

## Logros como naturalista

### Beata ruris otia fungis Danicis Impensa
Como botánico, Holmskiold es recordado por Beata ruris otia fungis Danicis Impensa ("Felices períodos de descanso en el país estudiando hongos daneses"), una célebre obra en dos volúmenes sobre los fungi. El primer volumen no se publicó hasta 1790, y el segundo después de su muerte en 1796. La obra se basa en los estudios que realizó durante los dos cortos años que pasó en Aarhus después de salir de la Academia Soro, y antes de su empleo con el Servicio Postal Danés. En Aarhus, Holmskiold había observado y documentado de los hongos que encontró y por eso encargó al artista Johan Neander para hacer dibujos detallados de las muestras a gran escala.
Su compromiso inicial con los servicios de correos le resultaron una tarea bastante fácil, dejándole tiempo suficiente para trabajar en su estudio de los hongos. Un primer borrador, por lo menos, del primer volumen, se terminó ya en 1770. Se centró en Agaricaceae, Clavariaceae, Discomycetes, pero Holmskiold no se sintió satisfecho con el libro y decidió no publicarlo en ese momento, probablemente porque se distrajo con otras actividades.
Entre sus 74 ejemplares descritos, Beata contiene 57 nuevos nombramientos de fungi, cinco nuevas combinaciones y 52 totalmente nuevas taxas.
Reconocimiento especial por el trabajo recibió sus representaciones, lo que provocó al botánico sueco Anders Jahan Retzius (1742–1821) de afirmar: "que tenía el trabajo más brillante aparecido hasta ese momento". Luego fue honrado con un género de arbusto de fanerógama Holmskioldia. El Herbario de la Harvard University describe las ilustraciones como "increíblemente presentados, impecablemente precisas y bellas ilustraciones.

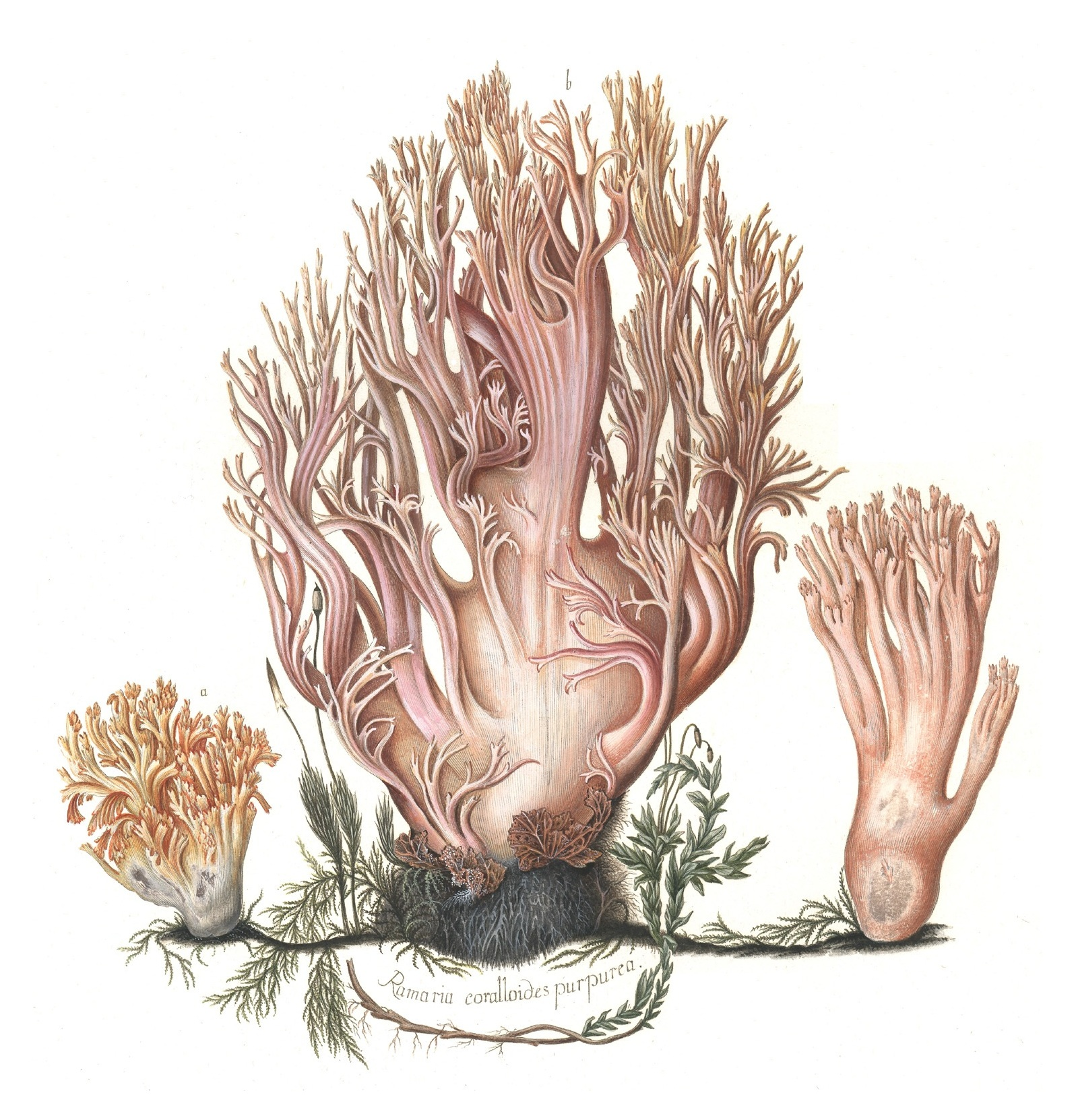
Ilustración de Ramaria corralloides purpurea, Beata Ruris Otia Fungis Danicis Impensa
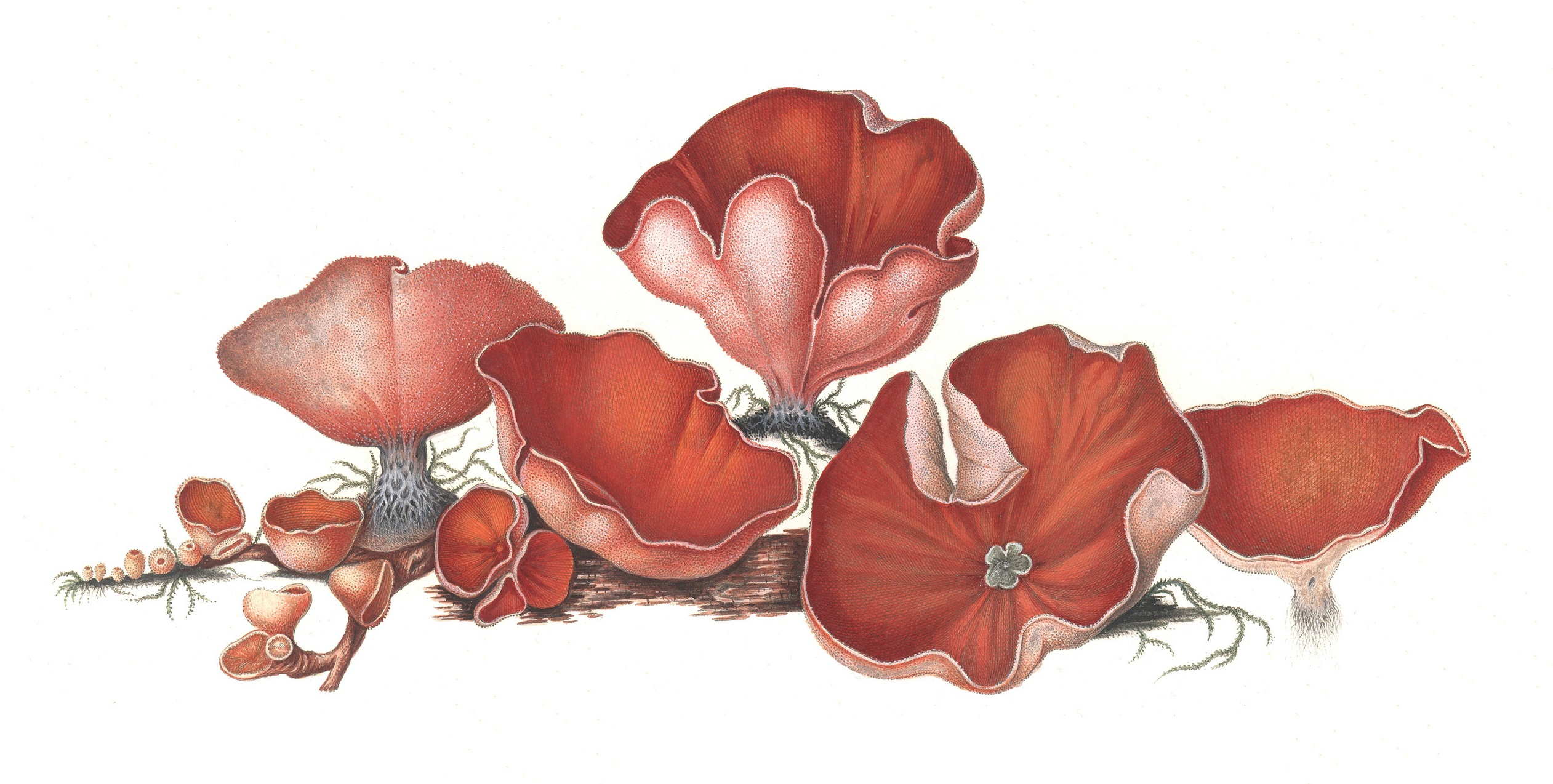
Ilustración de Peziza dichroa
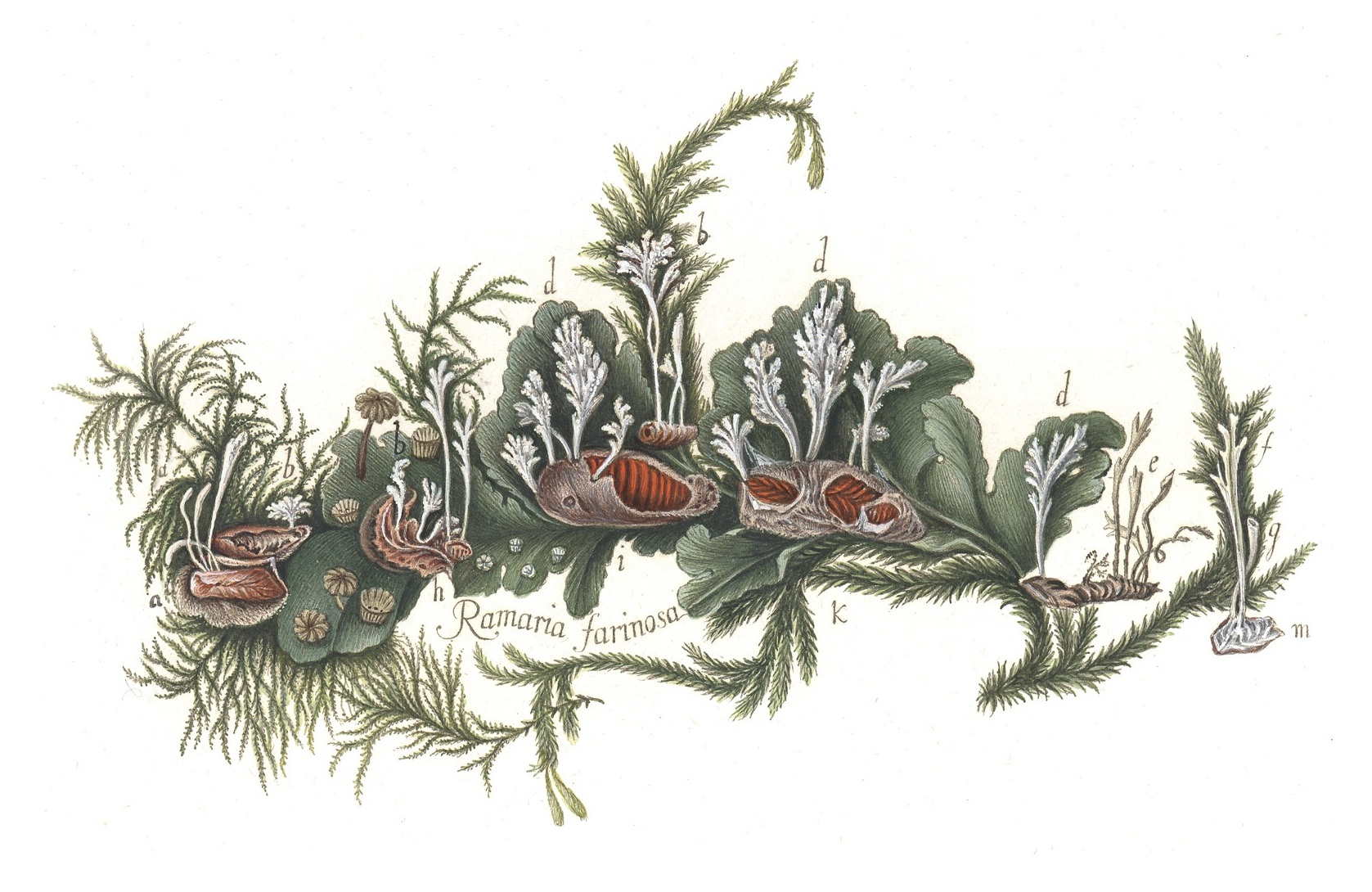
Ilustración de Ramaria farinosa
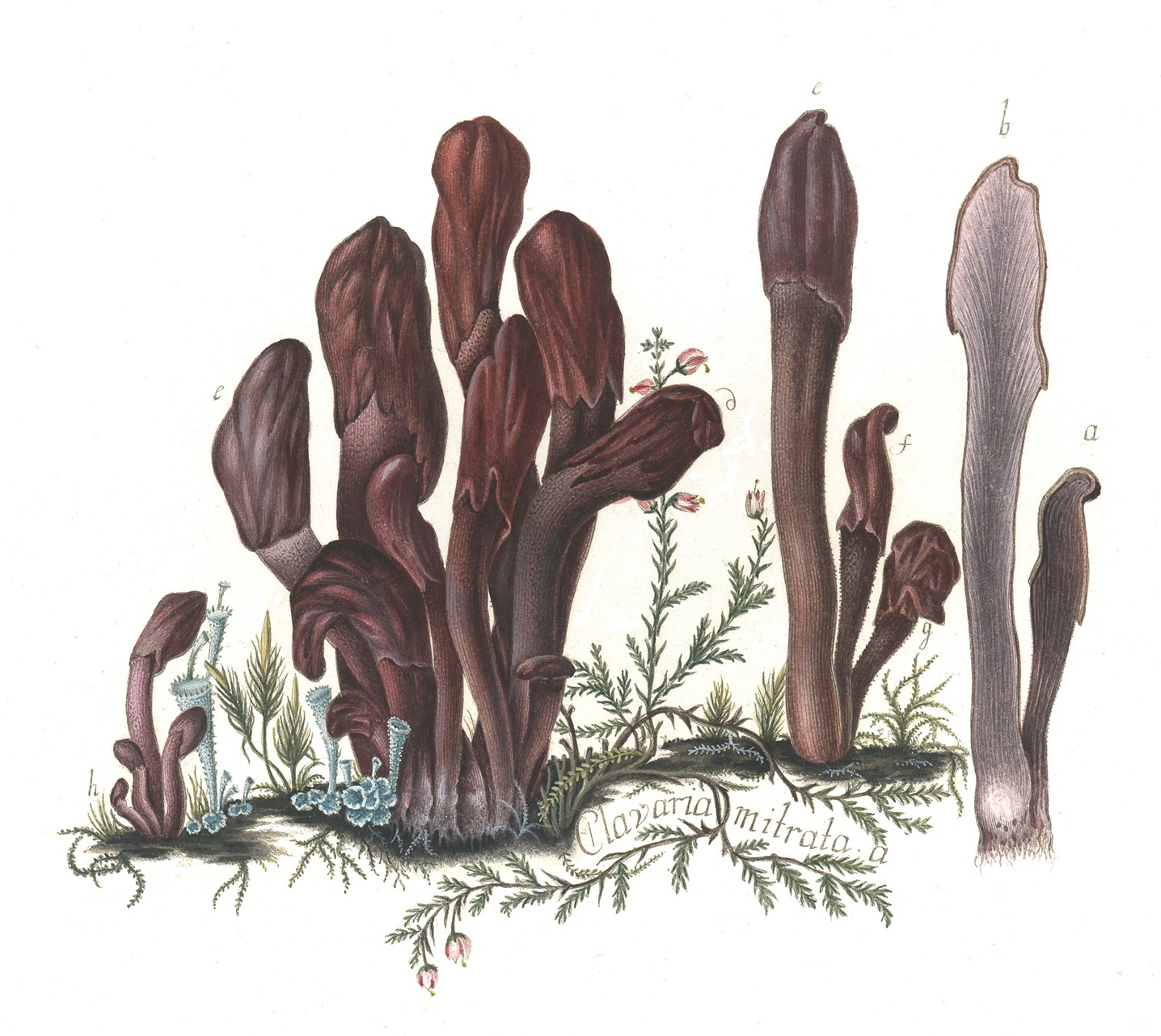
Ilustración de Clavaria Mitrata

Publicó varios artículos en sus diversas revistas, entre ellos uno sobre Siluriformes basados en sus observaciones en el lago Sorø durante sus años en la Academmia Sorø.

### Honores
Miembro de
- 1776: Real Academia Danesa de Ciencias y Letras

## Eponimia
- (Lamiaceae) Holmskioldia Retz.[5]

## Vida privada
En 1768, poco después de su nombramiento como director general del Servicio Postal, Holmskiold construyó una casa de campo en la orilla del lago Bagsværd, en Frederiksdal al norte de Copenhague. La nombró Sophienholm por su prometida Sofía Magdalena de Schrødersee (1746–1801). Se casaron el 21 de diciembre de 1770. Holmskjold también adquirió cinco granjas en esa área.
En 1882, el año después de su ennoblecimiento, encargó al arquitecto J.B. Guione que le edificase una casa de campo nueva y más grande en una zona de la tierra en el extremo sur del lago Bagsværd. El edificio, que se conoció como Aldershvile, se completó en 1790. Era un edificio blanco con tejado a cuatro aguas de azulejos azules y rodeado por 12 ha de un jardín estilo inglés, con un sistema de canales.
Holmskiold falleció el 15 de septiembre de 1793, poco tiempo después de la finalización de su nuevo hogar. P.F. Suhm le escribí su epitafio en latín. Posteriormente se supo que él estaba muy endeudado; y era culpable de malversación de fondos contra la reina, el Servicio Postal, y la Real Fábrica de Porcelana. La finca fue vendida a Aldershvile Ribbing. Y posteriormente, a un conde sueco que había sido exiliado por su participación en el asesinato del rey Gustavo III de Suecia.